# Фиесо д'Артико
Фиѐсо д'А̀ртико (на италиански: Fiesso d'Artico; на венециански: Fièso, Фиесо) е градче и община в Северна Италия, провинция Венеция, регион Венето. Разположено е на 9 m надморска височина. Населението на общината е 8075 души (към 2014 г.).